# Ophiomyia dissimilis
Ophiomyia dissimilis är en tvåvingeart som beskrevs av Spencer 1973. Ophiomyia dissimilis ingår i släktet Ophiomyia och familjen minerarflugor.
Artens utbredningsområde är Venezuela. Inga underarter finns listade i Catalogue of Life.